# Порождённый
«Порождённый» (англ. Begotten) — экспериментальный фильм ужасов режиссёра Эдмунда Элиаса Мериджа, снятый по его же сценарию, который является мрачным переосмыслением Книги Бытия. Премьера фильма состоялась 30 октября 1989 года на Монреальском кинофестивале. Фильм задумывался как первая часть трилогии. Четырнадцатиминутный пролог ко второй части под названием «Шум небесных птиц» вышел в 2006 году. Продолжения так и не были сняты.

## Сюжет
Фильм начинается с данного текста, написанного на чёрном фоне:

Носители языка. Фотографы. Журналисты.

Со своей памятью вы мертвы, заморожены.

Потеряны в настоящем, которое никогда не пройдёт.

В этом вся магия сущего.

Язык вечен.

Как пламя, сжигающее тьму.

Жизнь — это плоть на костях, конвульсирующая над землёй…Оригинальный текст (англ.)Language bearers. Photographers. Diary makers.

You with your memory are dead, frozen.

Lost in the present that never stop passing.

Here lives the incantation of matter.

A language forever.

Like a flame burning away the darkness.

Life is flesh on bone convulsing above the ground…

Фильм начинается с появления персонажа Бог, который стал никому не нужен. В заброшенном доме он вспарывает себе живот ножом и через некоторое время умирает. Из его крови и внутренностей, из-под его одежды появляется женщина в маске — Мать Земля, которая мастурбирует мёртвому телу и добивается эякуляции, а затем орошает себя его семенем. Она беременеет и направляется прочь в сторону пустынного пейзажа.
В результате у неё рождается уродливый сын (Плоть на кости), который бьётся в конвульсиях. Она оставляет его лежать на земле и уходит. Сына Земли встречает группа безликих кочевников, которые тащат его за собой на верёвке, похожей на пуповину, а затем сжигают его.
Мать Земля встречает воскресшего сына и также водит его на верёвке. Они снова встречают кочевников, которые насилуют и убивают Мать. Сын оплакивает её бездыханное тело. Вскоре после этого кочевники (либо другая группа персонажей) расчленяют тело Матери Земли и хоронят её вместе с сыном. Место захоронения зарастает травой и цветами.
В финальной сцене фильма Мать Земля и её сын показаны блуждающими по лесу, следовательно, они воскресли (или переродились).

## В ролях
| Актёр                                                                                            | Роль                        |
| ------------------------------------------------------------------------------------------------ | --------------------------- |
| Брайан Салцберг                                                                                  | «Бог, убивающий себя»       |
| Донна Демпси                                                                                     | «Мать Земля»                |
| Стефен Чарльз Бэрри                                                                              | «Сын Земли: плоть на кости» |
| Джеймс Кандия Дэниэл Харкинс Майкл Филлипс Эрик Славин Артур Стритер Адольфо Варгас Гарфилд Уайт | Безымянные персонажи        |

## Производство

### Разработка
Я хочу поднять людей на более высокий уровень, я не хочу опускать людей в темные места и оставлять их там, потому что это может сделать и CNN.
Эдмунд Элиас Меридж сам написал сценарий, а также выступил в качестве продюсера и режиссёра фильма. Работа над фильмом началась в 1984 году. В то время Меридж владел небольшой компанией Theatreofmaterial, занимающейся экспериментальными театральными постановками в Нью-Йорке. Уже тогда Эдмунд начал задумываться о своём новом проекте. Первоначально он планировал, что это будет не фильм, а театральная постановка: «Я изначально думал о нём как о танцевальном номере с живой музыкой, которую мы будем показывать в Линкольн-центре». Только после того, как стало ясно, что производство обойдется в четверть миллиона долларов, Меридж решил превратить его в фильм. Режиссёр, которому в то время было двадцать лет, был вдохновлен теориями и идеями Антонена Арто и Фридриха Ницше, которые, по его мнению, не были в полной мере показаны в кино. Кинокритик Эрик Д. Снайдер отмечал, что, возможно, на молодого автора также повлиял фильм Дэвида Линча «Голова-ластик» 1977 года. Фильм включает в себя множество различных религиозных тем и событий из христианской и славянской мифологии, например создание Матери Земли.

### Съёмка
Работа над фильмом длилась три с половиной года, съёмки проходили в нескольких местах. Помимо режиссёрской работы над фильмом, Меридж снялся в некоторых его сценах и занимался эффектами. В съёмках фильма были задействованы участники Theatreofmaterial — люди разных профессий: скульпторы, художники и актёры. Их объединяло умение выражать нужные эмоции и действия без применения диалогов. Во время подготовки к съёмкам они совместно с режиссёром выполняли дыхательные упражнения; дышали до истерии, пока не начиналась паника, после этого анализировали полученный опыт. Изначально Меридж писал сценарий один, вдохновляясь при этом теми явлениями и предметами, которые пугали его самого или имели двойственный, непонятный ему смысл; затем в процессе работы над фильмом съёмочная группа была также вовлечена в составление сценария. Происходило это таким образом: при совместном репетировании какого-нибудь отрывка из сценария режиссёр читал исходный материал так, «как читал бы его поэт», потом они вместе с группой обговаривали детали и разбивали на элементы, на которых стоило заострить внимание. Репетиции длились около четырёх месяцев, начиная с зимы и заканчивая весной. Как только на улице стало тепло, репетиции стали проводиться на природе, что повлияло на атмосферу в группе и привело к частичному изменению сценария.
Меридж ещё до начала съёмок определился со стилем съёмки и цветовой гаммой фильма. Он был снят на чёрно-белую 16-мм плёнку, на камеру Arriflex. Во время съёмок Меридж экспериментировал с плёнкой, чтобы придать фильму старый, испорченный вид. Для получения нужного эффекта, перед съёмками режиссёр натирал чистую плёнку наждачной бумагой, но даже этого ему показалось мало. Меридж хотел пропустить плёнку через кинокопировальный аппарат, но бюджет фильма не позволял приобрести его. Поэтому он сам сделал подобный аппарат из запчастей, которые покупал в магазинах старой техники и магазинах с аппаратурой для спецэффектов. Каждый кадр был перефотографирован, прошёл визуальную обработку и фильтрацию. По словам Мериджа, для каждой минуты экранного времени потребовалось примерно восемь/десять часов работы над кадрами. В результате такой переработки фильм утратил все серые полутона: остались только чёрные и белые цвета. Основные сцены снимались на стройплощадке на границе между Нью-Йорком и Нью-Джерси в течение 20 дней. В фильме отсутствуют диалоги, что не помешало автору жёстко и бескомпромиссно показать чувства переживания и боли персонажей. Отсутствует также и музыкальное сопровождение — вместо него на протяжении всей кинокартины звучат сверчки и другие звуки. Некоторые сцены фильма сняты специально так, чтобы зрителю не было понятно, где низ, а где верх, день сейчас на экране или ночь. Иногда зритель даже не может понять, что за сцена в данный момент перед ним. Есть кадры, где камера снимала всего несколько миллиметров, а на экране создаётся ощущение, будто показывают каньон, с некоторых ракурсов фигуры персонажей кажутся огромными и их истинный размер становится сложно определить.
В своём высказывании о «Порождённом» Меридж так охарактеризовал задачи, которые он стремился выполнить при создании фильма: 

«Я хотел, чтобы „Порождённый“ выглядел, как фильмы из двадцатых годов, возможно даже из девятнадцатого века, но будто это было во времена Христа, будто это был кинематографический свиток Мёртвого моря, который был похоронен в песках, остаток культуры с обычаями и обрядами, которых больше нет, похоронен под поверхностью того, что мы называем „реальностью“».— 

## Интерпретация сюжета
Режиссёр фильма Эдмунд Элиас Меридж в своём высказывании объясняет, как именно он представлял себе замысел «Порождённого»:

«Порождённый» — это кокон из архетипических материалов, жестов и сил, которые бросают вызов «моральной» и рациональной структуре смысла. Фильм — это пусковая площадка для ума, «водопой», где воображение пьёт для опьянения. Драма «Порождённого» находится в антропоморфном проявлении сил, которых никто не может коснуться или увидеть, но они находятся на краю каждого мгновения — в фильме они находятся прямо на краю вашего восприятия.Оригинальный текст (англ.)Begotten is a chrysalis made of archetypal materials, gestures, and forces that defy the “moral” and rational structure of meaning. The film is a launching pad for the mind, a “watering hole” where the imagination drinks to intoxication. The drama of Begotten is in the anthropomorphic rendering of forces that nobody can touch or see, but are there right at the edge of every moment — in the film, they’re right at the edge of your perceptions.

Безымянные персонажи фильма (Кочевники), по словам режиссёра, — «…метафора для сил, работающих в нашем обществе, которые, кажется в один момент готовы просто разорвать наш мир и в следующий момент готовы позволить нам прожить ещё несколько дней. Как общество, мы сейчас находимся на каком-то обрыве, где мы все чувствуем беспокойство о том, куда мы идём. Жизнь — это одновременно возрождение и неминуемая катастрофа, идёт ли речь о силах человека против человека или человека против природы.»

## Выход на носителях
Фильм был выпущен на DVD один раз в 2001 году компанией World Artists.

## Критика
Фильм был положительно встречен критиками. Он набрал 67 % рейтинга на сайте Rotten Tomatoes. Сьюзен Зонтаг назвала ленту «одним из десяти важнейших фильмов нашего времени», а штатный кинокритик TIME Ричард Корлисс включил его в десятку лучших фильмов года.
Критик Уильям Веррон пишет о фильме в своей книге «The Avant-Garde Feature Film: A Critical History»: «…странные и ужасные образы гротескны, но это заставляет нас участвовать в его безжалостном и потрясающем видении сотворения и смерти». «С одной стороны зрители смотрят, но с другой стороны, они не хотят это видеть. Эти полярности находятся в противоречии друг с другом. Причудливая абстракция „Порождённого“ настолько интенсивна, что она вызывает одновременно дискомфорт и притяжение странным сочетанием лиризма, обнаруженного в поэтическом трансе фильма, отвратительной страсти и неоднозначности непонятных символов или метафор.» Автор восхищается манерой съёмки режиссёра: «Меридж также использует наклонные углы камеры, чрезвычайно медленную стимуляцию и распределение светотени, чтобы выявить элементный ландшафт „Порождённого“, созданный одинаково с помощью воображения зрителя и стилизованного кинопроизводства».
Критик с сайта Cult Cinema очень положительно отозвался о фильме в своей рецензии: «Одна из особенностей фильма, — множество интерпретаций сюжета. Каждый видит в нём что-то свое и понимает его по-своему.» Так же рецензент хвалит «уникальную технику обработки кадра»: «Создаётся впечатление, будто кто-то прорубил окно в другую реальность, и через какое-то время становится уже сложно сказать: это вы заглядываете туда или тот потусторонний мир окружил вас со всех сторон.»
Автор рецензии на сайте HorrorZone.ru поставил фильму 8 баллов из 10 и отозвался о нём, как об «однозначном шедевре», отметив при этом его особую индивидуальность: «Этот фильм — явление настолько самобытное, что даже причислить его к современному кинематографу (тому, что мы понимаем под этим словом) нельзя!».
Фильм был запрещён в Сингапуре из-за жестоких сцен.

## Отсылки к фильму в искусстве
- Начальная сцена фильма используется в качестве обложки к мини-альбому Sounds of Decay шведской дум-метал группы Katatonia[19].
- В 1997 году Меридж снял клип на песню «Cryptorchid» из альбома Antichrist Superstar группы Marilyn Manson, в котором использовал кадры из фильма[20][21][22]. Также он снял клип на песню «Antichrist Superstar» (в 1996 году), но он был показан публике только спустя 14 лет — 19 июня 2010 года[23][24].
- В видеоклипе на песню «Sterile Nails and Thunderbowels» с альбома «Death – Pierce Me» DSBM-группы Silencer используются фрагменты из фильма[25].
- Группа Static-X в песне «Stem» из альбома Wisconsin Death Trip использует в начале и конце песни звуковые нарезки из фильма[26].

## «Шум небесных птиц»
«Шум небесных птиц» (англ. «Din of Celestial Birds») — американский экспериментальный короткометражный фильм 2006 года, спродюсированный и снятый режиссёром Эдмундом Элиасом Мериджем по собственному сценарию, при бюджете $15 000. В съёмках участвовали производственная группа Q6, коллектив философов и художников. Фильм длится всего 14 минут, а начинается с фразы «Здравствуйте и добро пожаловать … не бойтесь… утешайтесь… помните… наше происхождение…» и продолжает с изображения первого насильственного образования материи из небытия. Далее, после гипер-ускоренного путешествия по эволюции жизни и земли, фильм завершается рождением эмбрионального псевдо-гуманоида, его зовут Сын Света, который достигает неизвестного источника. Премьера фильма была 6 сентября 2006 года на Международном кинофестивале в Теллуриде. Позже фильм был показан на телеканале TCM.